# Spiedo

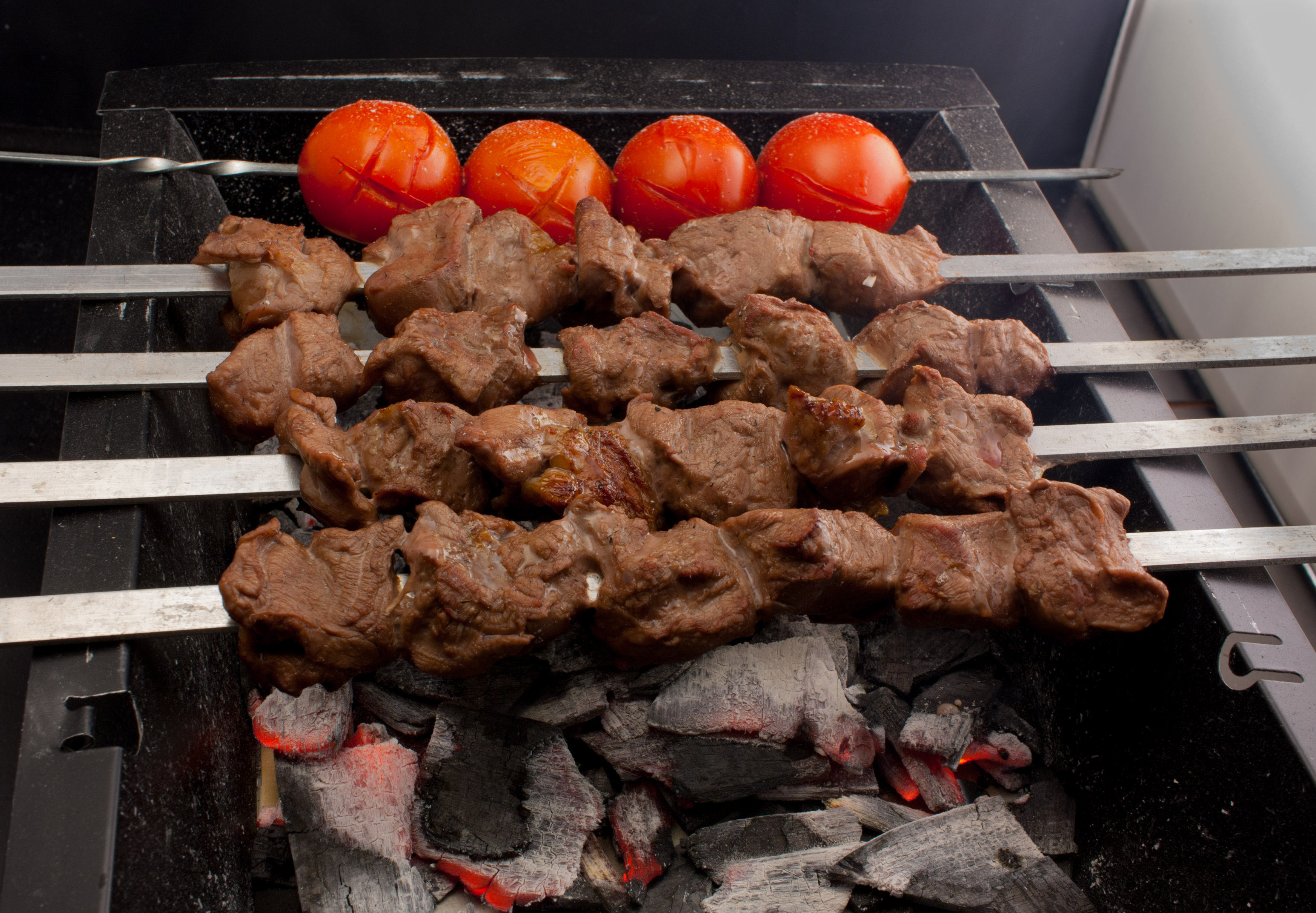
Carne allo spiedo

Lo spiedo o schidione è un'asta di ferro appuntita in cui si infilano pezzi di carne da far arrostire alla fiamma, facendoli girare sul fuoco. Questa tecnica di cottura dei cibi è molto diffusa in diverse parti del mondo: in genere si arrostisce la carne, il pesce o alcune verdure con differenze più o meno significative riguardo eventuali condimenti o i tipi di carni scelti.

## Storia

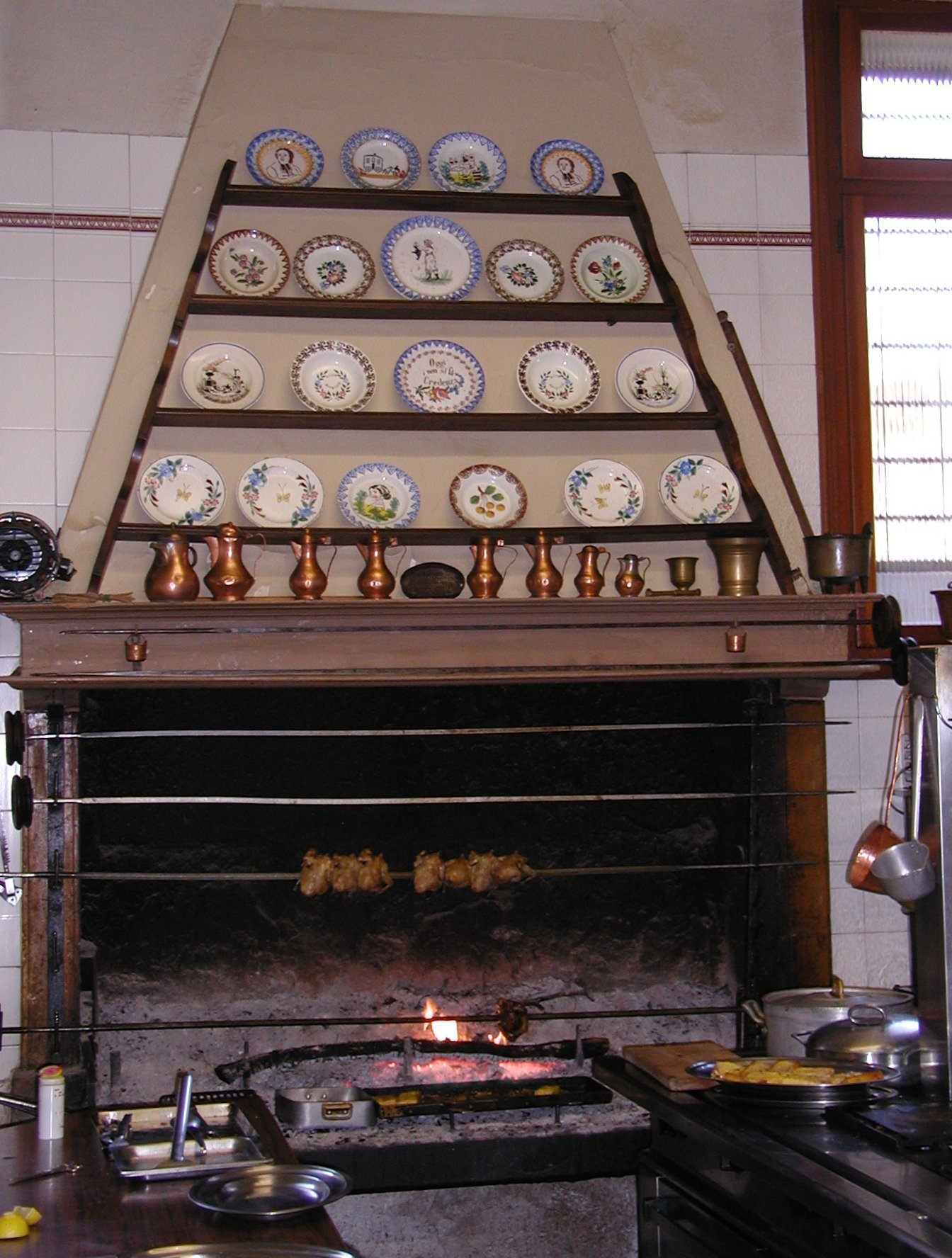
Spiedo di Torresano

Le prime documentazioni concernenti la cottura delle carni allo spiedo si trovano nei poemi omerici del IX secolo a.C., specialmente nel primo libro dell'Iliade, in cui si parla della cottura allo spiedo nel corso di un convivio tenutosi in occasione dei festeggiamenti durante la fine della guerra di Troia. Perciò, questa tecnica di cottura ebbe origine in Oriente e in seguito si diffuse in Egitto, Anatolia, Siria, Armenia, in Mesopotamia e in Grecia.
Dalla Grecia arrivò a Roma, soprattutto nell'area della Magna Grecia, trovando così ampia diffusione nella civiltà romana.
Lo spiedo viene citato nell'Eneide di Virgilio e anche da Cicerone e Plinio il Giovane, che parlano di lance o ferri lunghi e acuminati (chiamati "venabulum") in cui venivano infilati bocconcini di carne per cuocerli sulla brace. I Longobardi svilupparono lo spiedo, così il venabulum romano diventò spetus e dal Medioevo iniziò a diffondersi su tutto il territorio italiano. Dunque, la parola "spiedo" deriva da quest'antica arma bianca formata da un ferro lungo e acuminato, inastato, che veniva impiegato dai soldati per la guerra e la caccia.

## Descrizione e tecnica
Infilare dei bastoni nel cibo da cuocere è uno dei modi più primitivi per cucinare, assieme alla cottura alla brace. Infatti questo sistema permette di cuocere il cibo senza scottarsi, e pur richiedendo degli attrezzi (bastoncini) è ancora molto lontano dall'uso di pentole ed altri contenitori simili che permettono di mescolare i cibi solidi ai liquidi (acqua, olio ecc.). Sebbene si possano avere varianti vegetali, più spesso lo spiedo contiene carne.
Con l'uso dei metalli la tecnica si è raffinata, mantenendo però la sua particolare semplicità. Poiché non c'è un contenitore, alla carne possono essere aggiunte solo altri ingredienti che non bruciano rapidamente (verdure, erbe aromatiche); non è possibile procedere con lavorazioni complesse e mescolamenti, ed eventuali salse si aggiungono a cottura finita. La carne può subire un trattamento prima di essere cotta, ad esempio la marinatura. In Italia la si preferisce al naturale.

## Cibi allo spiedo

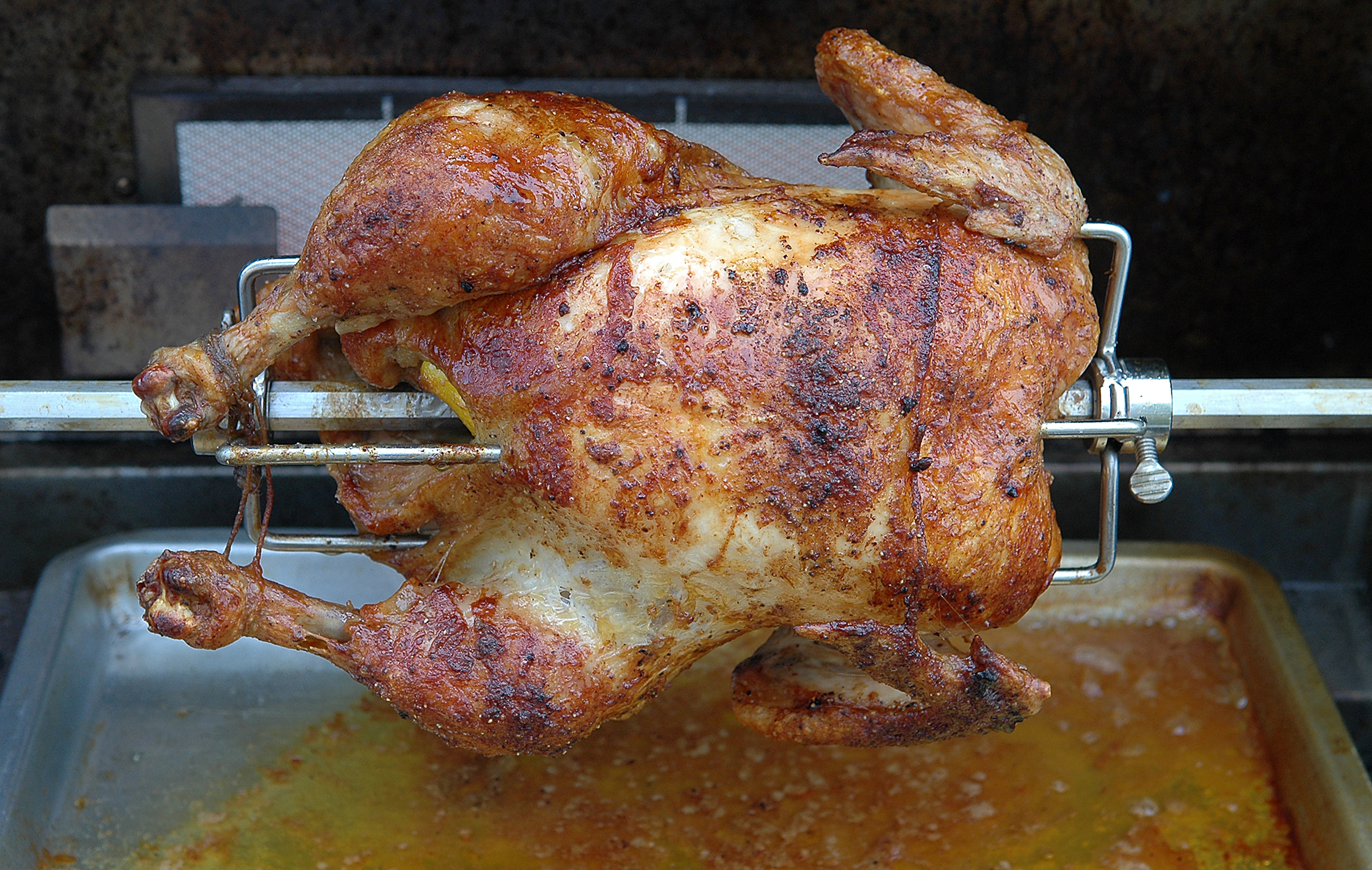
Pollo allo spiedo

Allo spiedo si cucina soprattutto il pollo o la porchetta. Il churrasco è un tipo di carne allo spiedo tipica del Sudamerica, in particolare Argentina e Brasile. In questo caso la carne è in genere direttamente servita nel piatto tagliandola dallo spiedo. Allo spiedo si può cucinare il pesce, intero o a pezzetti, come negli spiedini di pesce, oppure le verdure. Anche nel döner kebab e nello shish kebab la carne viene infilzata e poi cotta allo spiedo. In Italia uno degli esempi più famosi di carne allo spiedo è sicuramente lo spiedo bresciano.